# Campionati europei di nuoto 2012 - Staffetta 4x100 metri misti femminile
La staffetta 4x100 m misti femminile degli Europei 2012 è stata disputata il 27 maggio 2012 e vi hanno partecipato 13 nazionali. Le batterie si sono svolte al mattino e la finale il pomeriggio dello stesso giorno.

## Podio
| Pos.    | Nazione  | Atlete |
| ------- | -------- | --- |
| Oro     | Germania | Jenny Mensing Sarah Poewe Alexandra Wenk Britta Steffen Lisa Graf* Caroline Ruhnau* Sina Sutter* Daniela Schreiber* |
| Argento | Italia   | Arianna Barbieri Chiara Boggiatto Ilaria Bianchi Alice Mizzau Carlotta Zofkova* Silvia Di Pietro*                   |
| Bronzo  | Svezia   | Therese Svendsen Joline Höstman Martina Granström Nathalie Lindborg                                                 |

## Record
Prima della manifestazione il record del mondo (RM), il record europeo (EU) e il record dei campionati (RC) erano i seguenti.
| Record mondiale       | 3'52"19 | Cina          | 1º agosto 2009 Roma     |
| Record europeo        | 3'55"79 | Germania      | 1º agosto 2009 Roma     |
| Record dei campionati | 3'59"33 | Gran Bretagna | 24 marzo 2008 Eindhoven |

Durante la competizione è stato migliorato il seguente record:
| Data      | Evento | Nazione  | Tempo   | Record                |
| --------- | ------ | -------- | ------- | --------------------- |
| 27 maggio | Finale | Germania | 3'58"43 | Record dei campionati |

## Risultati

### Batterie
| Pos. | Nazione   | Atlete | Tempo   | Batteria | Corsia | Note |
| ---- | --------- | --- | ------- | -------- | ------ | ---- |
| 1    | Italia    | Carlotta Zofkova (1'00"93) Chiara Boggiatto (1'08"69) Silvia Di Pietro (59"32) Alice Mizzau (56"05)                              | 4'04"99 | 1        | 3      | Q    |
| 2    | Germania  | Lisa Graf (1'02"37) Caroline Ruhnau (1'08"26) Sina Sutter (58"88) Daniela Schreiber (55"60)                                      | 4:05"11 | 1        | 1      | Q    |
| 3    | Svezia    | Therese Svendsen (1'03"79) Joline Höstman (1'08"71) Martina Granström (57"93) Nathalie Lindborg (55"57)                          | 4'06"00 | 1        | 6      | Q    |
| 4    | Spagna    | Mercedes Peris Minguet (1'02"14) Concepción Badillo Díaz (1'08"39) Judit Ignacio Sorribes (59"57) Patricia Castro Ortega (56"03) | 4'06"13 | 2        | 6      | Q    |
| 5    | Islanda   | Eygló Ósk Gústafsdóttir (1'02"69) Hrafnhildur Lúthersdóttir (1'08"92) Sarah Blake Bateman (59"75) Eva Hannesdóttir (55"97)       | 4'07"33 | 2        | 8      | Q    |
| 6    | Turchia   | Hazal Sarikaya (1'02"64) Dilara Buse Günaydin (1'09"42) Ayse Ezgi Yazici (1'01"66) Burcu Dolunay (54"91)                         | 4'08"63 | 1        | 2      | Q    |
| 7    | Finlandia | Anni Alitalo (1'03"22) Jenna Laukkanen (1'10"19) Emilia Pikkarainen (1'00"39) Hanna-Maria Seppälä (54"87)                        | 4'08"67 | 2        | 3      | Q    |
| 8    | Ungheria  | Eszter Povázsay (1'03"35) Anna Sztankovics (1'10"32) Liliana Szilágyi (1'00"12) Evelyn Verrasztó (55"31)                         | 4'09"10 | 2        | 2      | Q    |
| 9    | Austria   | Uschi Halbreiner (1'03"21) Lisa Zaiser (1'11"35) Birgit Koschischek (59"33) Eva Chavez-Diaz (56"86)                              | 4'10"75 | 1        | 4      |      |
| 10   | Polonia   | Alicja Tchórz (1'02"37) Ewa Scieszko (1'11"30) Anna Dowgiert (1'00"82) Aleksandra Urbańczyk (56"87)                              | 4'11"36 | 2        | 5      |      |
| 11   | Russia    | Kristina Krasyukova (1'05"39) Irina Novikova (1'09"40) Daria Tcvetkova (1'00"61) Maria Ugolkova (56"23)                          | 4'11"63 | 2        | 4      |      |
| 12   | Irlanda   | Melanie Nocher (1'02"84) Fiona Doyle (1'10"77) Bethany Carson (1'00"85) Sycerika McMahon (59"29)                                 | 4'13"75 | 1        | 7      |      |
| -    | Norvegia  | Veronica Orheim Bjørlykke (1'04"87) Katharina Stiberg Ingvild Snildal Henriette Brekke                                           | -       | 2        | 7      | DSQ  |
| -    |           | Grecia | -       | 2        | 1      | DNS  |
| -    |           | Rep. Ceca | -       | 1        | 5      | DNS  |

### Finale
| Pos.    | Nazione   | Atlete | Tempo   | Corsia | Note                  |
| ------- | --------- | --- | ------- | ------ | --------------------- |
| Oro     | Germania  | Jenny Mensing (1'00"51) Sarah Poewe (1'07"44) Alexandra Wenk (57"74) Britta Steffen (52"74)                                        | 3'58"43 | 5      | Record dei campionati |
| Argento | Italia    | Arianna Barbieri (1'00"83) Chiara Boggiatto (1'08"51) Ilaria Bianchi (57"45) Alice Mizzau (55"13)                                  | 4'01"92 | 4      |                       |
| Bronzo  | Svezia    | Therese Svendsen (1'03"34) Joline Höstman (1'08"54) Martina Granström (58"46) Nathalie Lindborg (55"24)                            | 4'05"58 | 3      |                       |
| 4       | Islanda   | Eygló Ósk Gústafsdóttir (1'02"75) Hrafnhildur Lúthersdóttir (1'08"57) Sarah Blake Bateman (59"81) Eva Hannesdóttir (55"51)         | 4'06"64 | 2      |                       |
| 5       | Spagna    | Mercedes Peris Minguet (1'01"96) Concepción Badillo Díaz (1'08"96) Judit Ignacio Sorribes (1'00"24) Patricia Castro Ortega (55"62) | 4'06"78 | 6      |                       |
| 6       | Ungheria  | Evelyn Verrasztó (1'02"74) Anna Sztankovics (1'09"93) Zsuzsanna Jakabos (59"12) Katinka Hosszú (55"40)                             | 4'07"19 | 8      |                       |
| 7       | Finlandia | Anni Alitalo (1'03"50) Jenna Laukkanen (1'09"55) Emilia Pikkarainen (59"56) Hanna-Maria Seppälä (54"94)                            | 4'07"55 | 1      |                       |
| 8       | Turchia   | Hazal Sarikaya (1'02"67) Dilara Buse Günaydin (1'09"78) Ayse Ezgi Yazici (1'00"55) Burcu Dolunay (54"56)                           | 4'07"56 | 7      |                       |